# Édouard Manet
Édouard Manet (Parigi, 23 gennaio 1832 – Parigi, 30 aprile 1883) è stato un pittore francese, uno dei primi artisti del XIX secolo a dipingere la vita moderna, fu considerato il maggiore interprete della pittura pre-impressionista e fondamentale nella transizione dal realismo.
Nato in una famiglia dell'alta borghesia francese con forti legami politici, Manet rifiutò il futuro originariamente immaginato per lui e si dedicò al mondo della pittura. I suoi primi capolavori,  Colazione sull'Erba e l'Olympia, entrambi del 1863, diedero origine a grandi polemiche e servirono come punti di partenza per i giovani pittori che avrebbero dato vita alla corrente dell'impressionismo. Oggi, questi sono considerati dipinti spartiacque che segnano l'inizio dell'arte moderna. Gli ultimi vent'anni della sua vita lo videro stringere legami con altri grandi artisti dell'epoca e a sviluppare il proprio stile che sarebbe stato annunciato come innovativo e avrebbe rappresentato una grande influenza per i pittori successivi.

## Biografia

### Giovinezza

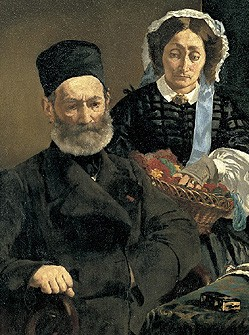
Édouard Manet, Ritratto di M. and Mme. Auguste Manet (1860); olio su tela, 110×90 cm, Parigi, museo d'Orsay

Édouard Manet nacque il 23 gennaio 1832 in un lussuoso hôtel particulier al n. 5 di rue des Petits Augustins (l'odierna rue Bonaparte), a Parigi, in una famiglia di alta borghesia. Il padre, Auguste Manet (1797-1862), era un magistrato in servizio presso il Tribunale civile di Parigi, mentre la madre, Eugénie-Desirée Fournier (1811-1895), era la figlia di un diplomatico di stanza a Stoccolma, Joseph Antoine Ennemond Fournier (i due si erano sposati il 18 gennaio 1831, un anno prima della nascita di Édouard, che fu il loro primogenito). Manet avrà anche due fratelli minori, Eugène (1833) e Gustave (1835).
Pur abitando praticamente di fronte all'École des Beaux Arts, tempio dell'arte ufficiale, papà Auguste disprezzava la pittura e fece di tutto per ostacolare la vocazione del figlio. Fu così che, dopo aver studiato per qualche anno all'Institut Poiloup di Vaugirard, nel 1844 il giovane Édouard venne accompagnato al prestigioso collegio Rollin, dove conobbe Antonin Proust. Fra i due nacque subito un'amicizia destinata a perdurare profonda e a dar luogo anche a una feconda passione artistica, coltivata da entrambi con assidue visite al museo del Louvre, che scoprirono grazie a Édouard Fournier. Fournier era uno zio materno di Manet che, resosi conto delle attitudini del nipote, fece di tutto per incoraggiarle: fu in questo modo, in effetti, che il giovane Édouard ampliò i propri orizzonti figurativi, coltivando assiduamente il disegno mediante la copia dei grandi maestri del passato, come Goya, El Greco e Velázquez, tra gli autori più autorevoli presenti nel galleria spagnola al Louvre.
Il padre Auguste, tuttavia, non era affatto dello stesso avviso. Manet al collegio Rollin si rivelò essere uno studente mediocre e distratto, e piuttosto che seguire le lezioni preferiva riempire i quaderni con innumerevoli disegni. Le belle arti erano ormai diventate la sua passione, eppure il padre continuava a opporsi alle naturali predisposizioni del figlio e, per cercare di dissuaderlo, gli impose di iscriversi alla facoltà di giurisprudenza (un suo atavico sogno, in effetti, era quello di vedere Édouard magistrato). Preso dall'indignazione e dal risentimento Manet rigettò l'impostazione familiare e nel luglio 1848 cercò di iscriversi all'accademia navale, fallendo miseramente il test di ammissione. Come spiega Théodore Duret, «per uscire dall'impasse, e con un colpo di testa, [Manet] dichiarò che sarebbe diventato marinaio. I genitori preferirono lasciarlo piuttosto che vederlo entrare in uno studio d'arte».
Nel dicembre 1848 Manet, diciassettenne, fu accompagnato dal padre a Le Havre, dove si ingaggiò come mozzo sulla nave mercantile Havre et Guadeloupe, alla volta di Rio de Janeiro, in Brasile: la speranza del padre era quella di avviare il figlio almeno alla carriera di comandante navale di lungo corso. Giunto a destinazione 4 febbraio 1849, Manet ebbe agio di riempire, uno dopo l'altro, i taccuini che si era portato con sé con schizzi dei luoghi visitati e caricature dei compagni. Il viaggio in Brasile, dunque, fu determinante per la formazione pittorica di Manet, anche se per il padre si trattò di un vero e proprio fallimento: Manet, infatti, era disinteressato alla vita di bordo, tanto che al ritorno in Francia venne respinto per la seconda volta al concorso d'ammissione per l'accademia navale. «Ebbene, segui pure le tue inclinazioni: studia arte!» avrebbe poi esclamato il padre pieno di rabbia e di frustrazione, convinto in cuor suo che Édouard non sarebbe stato che un fallito per tutta la vita.

### Formazione

#### Atelier di Thomas Couture

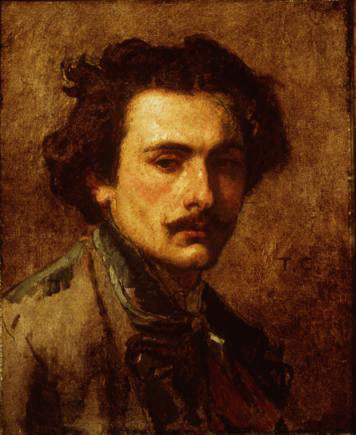
Thomas Couture, Autoritratto (XIX secolo); olio su tela, New Orleans, New Orleans Museum of Art

Piegare le volontà paterne, in effetti, non fu affatto facile, anche se alla fine Manet riuscì finalmente a ottenere la sua autorizzazione a studiare le Belle Arti. La scena artistica parigina, all'epoca, era dominata dai Salon, quelle esposizioni biennali grazie alle quali un aspirante pittore poteva iniziare a farsi notare al grande pubblico. Nonostante le intenzioni, i Salon erano tutt'altro che democratici, siccome un dipinto prima di esservi esposto doveva necessariamente essere sottoposto al vaglio della giuria che, ben lungi dall'ammirare le tendenze dell'arte contemporanea (giudicate troppo distanti dalla tradizione), aveva piuttosto una grande predilezione per le magniloquenti scene mitologiche, storiche o letterarie della pittura di storia. Gli artisti più apprezzati erano quelli appartenenti alla scuola classicista di Ingres e, in maniera minore, a quella romantica di Delacroix. Molti, naturalmente, osteggiavano con grandi polemiche l'arte accademica - si pensi a Gustave Courbet, Jean-François Millet o ai Barbizonniers - ma erano sistematicamente estromessi dal palcoscenico ufficiale.
Lo stesso Manet, come ci riferisce l'amico Proust, «professava il massimo disprezzo per i pittori che si rinchiudono con modelli, costumi, manichini e accessori e creano quadri morti quando, come diceva, ci sono tante cose vive da dipingere fuori». Ciò malgrado, nel 1850 volle comunque entrare nell'atelier di Thomas Couture, l'artista che nel 1847 aveva stupito il pubblico del Salon con una grande tela dal titolo I Romani della decadenza. Specializzato in rappresentazioni storiche di grande formato, Couture si era formato sotto la guida di Antoine-Jean Gros, a sua volta allievo del celebre Jacques Louis David, ed era uno degli artisti più popolari del Secondo Impero, apprezzato anche da Napoleone III. Entrando nello studio di Couture, dunque, Manet accettava di «inserirsi ai massimi ranghi dell'ufficialità e sposare la linea prediletta dai professori dell'Accademia». I rapporti del giovane pittore con il Couture, tuttavia, si fecero subito assai turbolenti. Manet, infatti, non tardò a trovare inadeguata e mortificante la mera disciplina accademica e, anzi, denunciò apertamente lo stile impersonale e retorico del maestro, del quale rimproverò soprattutto l'ambientazione delle scene e la plateale quanto caricata mancanza di naturalezza delle pose. «So bene che non si può far spogliare un modello per strada. Ma ci sono i campi e, almeno d'estate, si potrebbero fare degli studi di nudo in campagna» si chiedeva e, ormai spazientito dalle pose esagerate e rigide predilette dal maestro, arrivò persino a sbottare: «insomma, vi comportate così quando andate a comprare un mazzo di ravanelli dalla vostra fruttivendola?».
Ciononostante Manet restò per ben sei anni nello studio del Couture: un tempo lunghissimo se si considerano i dissapori sorti tra i due («Non so che ci faccio qui; quando arrivo all'atelier, mi sembra di entrare in una tomba», avrebbe detto il giovane Edouard.) Animato da un forte senso di ribellione, tuttavia, effettuò diversi viaggi di studio, di primaria importanza per la sua maturazione artistica: il 19 luglio 1852 si recò ad Amsterdam, nel Rijksmuseum, dove eseguì diverse copie da Rembrandt (sul registro degli ospiti di quel giorno figura il suo nome accompagnato dalla qualifica di «artista»), mentre nel settembre del 1853 fu con il fratello Eugène in Italia, dove visitò Venezia, Firenze (qui copiò la Venere di Urbino di Tiziano e una testa di giovane di Filippo Lippi) e, forse, Roma. Sempre nello stesso anno, di ritorno in Francia, passò per la Germania e l'Impero austriaco (Kassel, Dresda, Monaco, Praga e Vienna). Nel frattempo Manet non trascurò piaceri meno intellettuali, intrecciando una relazione sentimentale con Suzanne Leenhoff, una giovane insegnante di pianoforte con cui ebbe il 29 gennaio 1852 Léon-Édouard Koëlla (1852-1927); la paternità di Manet del piccolo, seppur quasi certa, non è mai stata accertata, tanto che il bimbo finì per ereditare il cognome dalla madre, Leenhoff.

#### L'ipotesi realista

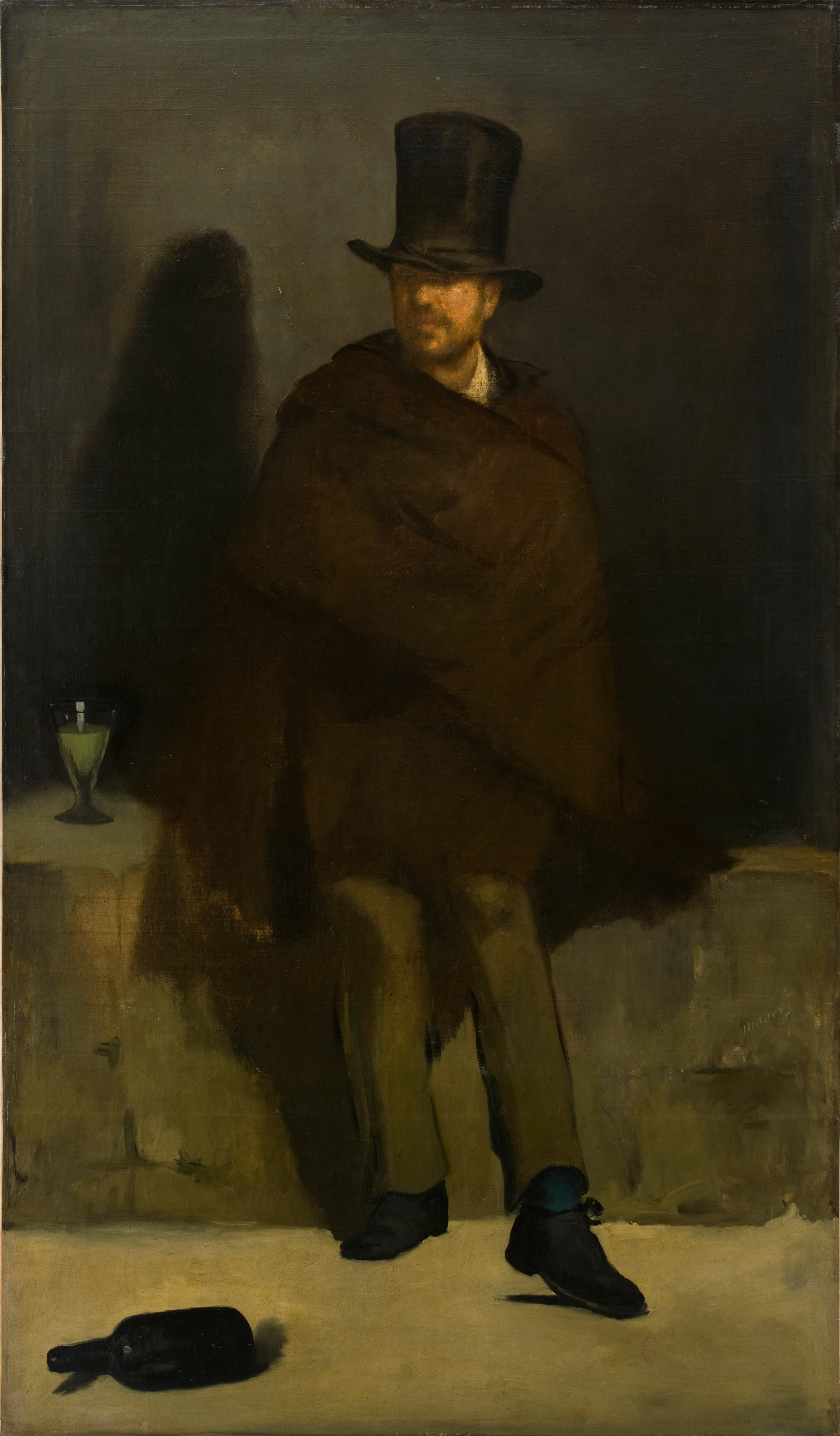
Édouard Manet, Il bevitore di assenzio (1859), olio su tela, Copenaghen, Ny Carlsberg Glyptotek

Lo stesso Couture, ormai stanco dell'irriverenza di Manet, arrivò a dirgli: «Amico mio, se avete le pretese di diventare un caposcuola, andate pure a crearne una altrove». Anche Manet, d'altronde, era ormai giunto al punto di rottura, e nel 1856 lasciò l'atelier di Couture. Parigi era ormai diventata una città ricca di fermenti artistici e culturali: appena un anno prima, infatti, vi era stata tenuta una grande Esposizione Universale, la seconda di quelle rassegne consacrate ai fasti della produzione industriale e delle arti figurative, che sancì il definitivo trionfo di Ingres e Delacroix. I pittori di Barbizon erano ancora scarsamente rappresentati, e Gustave Courbet lanciò proprio in quell'occasione la propria offensiva realista, facendo erigere a proprie spese un «Padiglione del Realismo» a margine degli spazi ufficiali dell'Esposizione, così da ribadire provocatoriamente che l'arte non può essere appresa meccanicamente, ma che «è tutta individuale e che, per ciascun artista, non è altro che il risultato della propria ispirazione e dei propri studi sulla tradizione», secondo il motto: «fai quello che vedi, che senti, che vuoi».
Le critiche rivolte da Courbet alla scuola accademica erano in pieno accordo con la missione pittorica di Manet, che maturò il proposito di voler dipingere con una grande aderenza agli aspetti della realtà, anche se senza coinvolgimenti ideologici e politici di qualsiasi sorta. Tra gli artisti più stimati da Manet, non a caso, vi era Delacroix, dal quale si recò nel 1855 per chiedergli il permesso di copiare La barca di Dante, ricavandone due tele. La prima è ancora molto rispettosa dell'originale, mentre la seconda, databile al 1859, pur appartenendo ancora a una fase formativa del pittore, già cessa di proporsi come una «copia», rivelando una grande carica espressiva e una maggiore spregiudicatezza nell'apposizione dei colori, stesi per grandi macchie giustapposte, con una tecnica che già anticipa i futuri indirizzi stilistici della maturità.

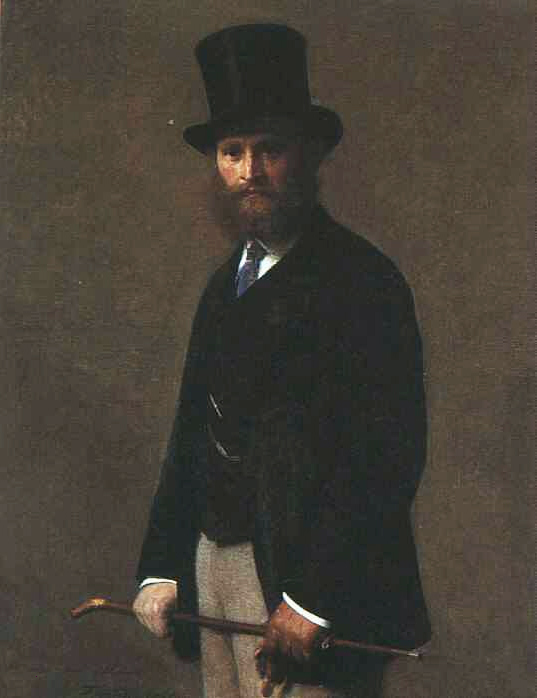
Henri Fantin-Latour, (Ritratto di) Édouard Manet, (1867), Chicago, Art Institute of Chicago

In effetti questi per il giovane pittore furono anni assai fecondi. Seppur funestato dal tracollo fisico del padre, stroncato dai sintomi della sifilide terziaria e sprofondato nell'afasia più totale, Manet nel 1857 ebbe agio di recarsi nuovamente a Firenze in compagnia dello scultore Eugène Brunet e, soprattutto, di stringere amicizia con Henri Fantin-Latour. Del 1859 è il dipinto che si può dire avvii la grande avventura artistica di Manet, Il bevitore di assenzio: si tratta di una tela accordata sulle armonie dei marroni che raffigura un uomo in cilindro e in mantella appoggiato a un rialzo murario, sul quale compare il caratteristico bicchiere di liquore verde. Nonostante il parere favorevole dell'ormai anziano Delacroix, l'opera non venne ammessa al Salon. Seppur amareggiato da questa sconfitta, nel luglio dello stesso anno Manet fece la conoscenza di Edgar Degas, figlio di un facoltoso banchiere, che trovò al Louvre intento a copiare Velázquez. Anche Manet subì il fascino del maestro spagnolo, che ripropose in chiave moderna nel dipinto Il chitarrista spagnolo, eseguito nel 1861. Questa tela fu particolarmente apprezzata e, oltre a essere accompagnata da un riconoscimento ufficiale e da una menzione d'onore, suscitò i plausi di un nutrito gruppo di pittori, tra cui Fantin-Latour e Carolus-Duran, e letterati, come Castagnary, Astruc, Desnoyers, Champfleury e Duranty. Il gruppo, capitanato da Courbet, frequentava assiduamente la Brasserie des Martyrs. Manet, pur condividendone gli intenti artistici, non partecipò mai ai loro convegni: egli, infatti, preferiva non stagliarsi sul complesso e contraddittorio mondo sociale e politico della Parigi del tempo, né tanto meno voleva passare per un bohémien rivoluzionario. Era sua volontà, infatti, sì combattere in favore di un'arte nuova, ma all'interno dei canali artistici ufficiali, tanto che il suo rendez-vous prediletto fu l'elegante Café Tortoni, frequentato dalla borghesia parigina più in voga sin dall'epoca romantica.

### LaColazione sull'erbae l'Olympia

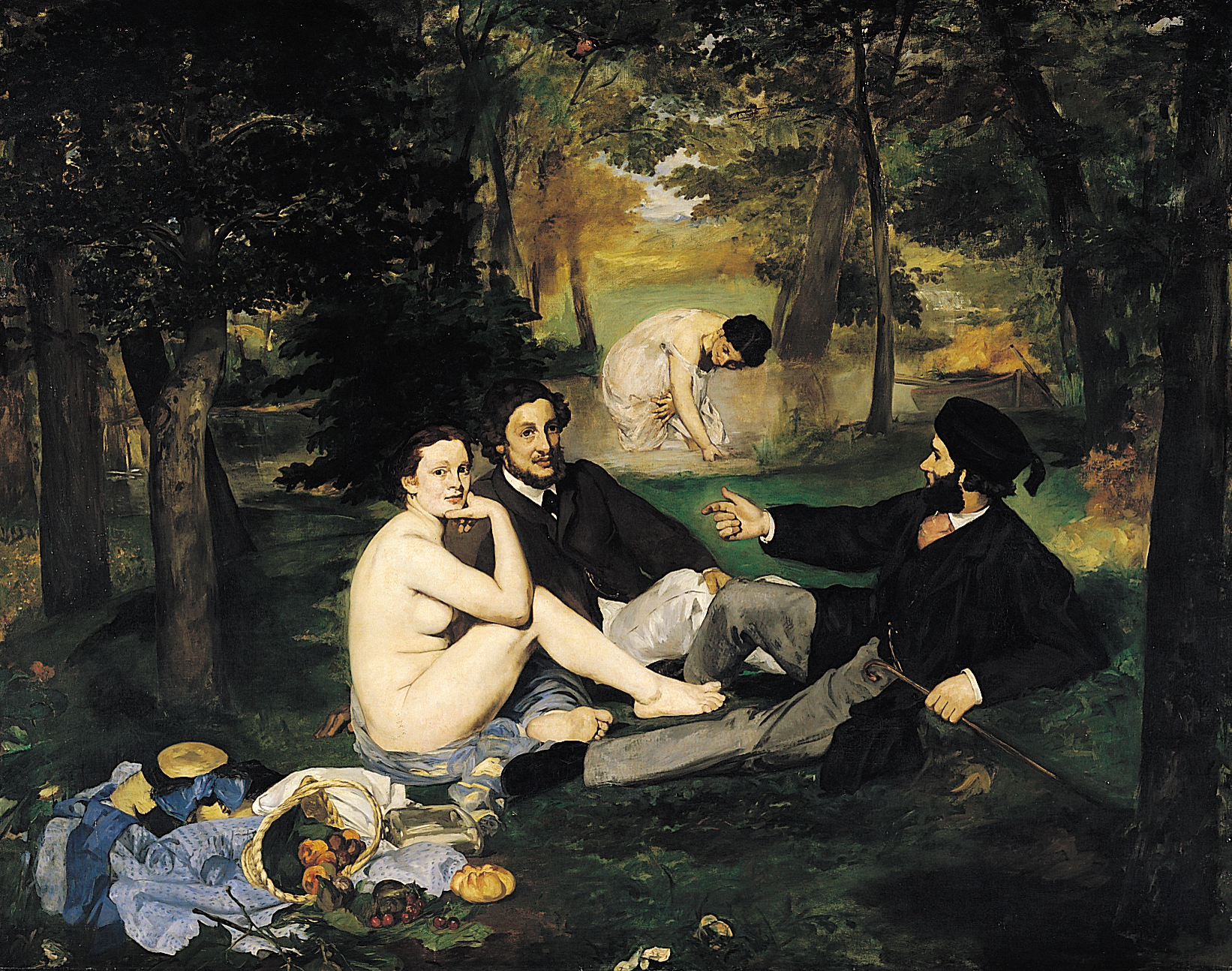
Édouard Manet, Colazione sull'erba (1863); olio su tela, 208×264 cm, Parigi, museo d'Orsay

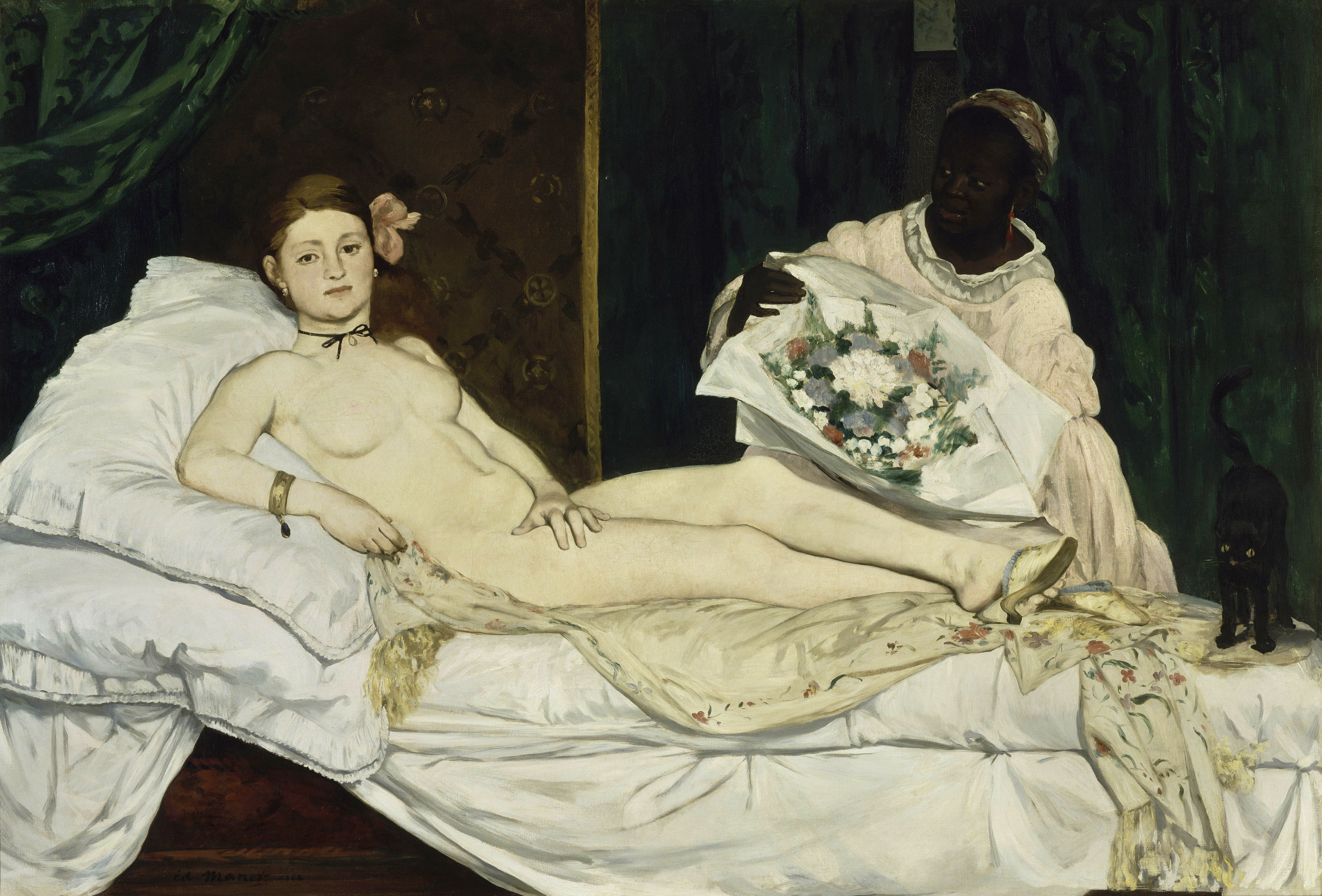
Édouard Manet, Olympia (1863); olio su tela, 130,5×190 cm, Parigi, museo d'Orsay

Fu grazie al gruppo dei realisti, tuttavia, che Manet strinse amicizia con Charles Baudelaire, poeta francese con un gusto contagioso per l'arte con il quale stabilì un'immediata intesa. Baudelaire nel 1863 scrisse un saggio sul quotidiano Le Figaro dal nome Il pittore della vita moderna dove delineò la figura dell'"artista-dandy", il cui compito è quello di fissare nelle proprie opere d'arte la fugacità del presente:
Manet aderì energicamente al programma di Baudelaire e realizzò la sua opera più ambiziosa del periodo, Musica alle Tuileries, che intende essere una sorta di trasposizione pittorica de Il pittore della vita moderna. L'opera fu esposta nel 1863 insieme a diverse altre opere tele presso la Galerie Martinet, nell'ambito della Société Nationale des Beaux-Arts di cui Manet era membro insieme a Théophile Gautier, Fantin-Latour e Alphonse Legros. La piccola mostra, pur apprezzata da Claude Monet, suscitò asperrime critiche da parte del pubblico, le cui reazioni non furono soltanto negative, ma addirittura scandalizzate. Quest'episodio ebbe conseguenze assai funeste sull'invio delle varie opere al Salon, dove infatti furono rifiutate, nonostante l'onorificenza ricevuta da Manet due anni prima. Manet, tuttavia, non fu l'unica vittima dell'ostracismo della giuria, che escluse dal Salon artisti come Gustave Doré, Courbet e molti altri, che si mobilitarono tutti in un'acerba sollevazione.
Questi dissensi furono accolti dall'imperatore Napoleone III, che diede il proprio avallo per un salon des refusés dove esporre le varie opere d'arte rifiutate dalla giuria. Manet, lieto della buona piega presa dagli avvenimenti, decise di non lasciarsi sfuggire quest'occasione per mostrare i propri dipinti al pubblico e presso il salone espose tre acqueforti e tre quadri. Una delle opere presentate, in particolare, si trovò al centro di un vero e proprio scandalo, e si può a buon ragione definire uno dei quadri più controversi dell'epoca moderna: si tratta della Colazione sull'erba. A destare più scalpore in questo quadro fu la presenza di una donna nuda, la quale non era una divinità classica o un personaggio mitologico, bensì una semplice donna parigina del tempo: fu per questo motivo che la tela, pur ispirandosi a modelli classici, fu ricoperta di vituperi da parte della benpensante borghesia parigina, che criticò aspramente anche la rozzezza della tecnica pittorica, paragonata da Delacroix «[al]l'asprezza di quei frutti che non matureranno mai».
Sposata Suzanne Leenhoff nei Paesi Bassi il 28 ottobre 1863, nel 1864 Manet espose al Salon Cristo morto e due angeli, tela che a causa della sua libertà esecutiva esplicitamente dissacratoria fece esplodere una nuova sommossa. Questo, tuttavia, non era nulla rispetto all'indignazione suscitata l'anno successivo dall'Olympia (prodotto due anni prima): Manet, infatti, era fortemente intenzionato a infrangere ogni piacevolezza borghese, sicuro che prima o poi i suoi meriti sarebbero stati apprezzati nella misura esatta del loro valore. Il crudo realismo di questa «odalisca dal ventre giallo» (come, tracimante di disprezzo, la definì Jules Claretie) non mancò di suscitare un putiferio, e tutti a Parigi furono concordi nel bollare Manet come un pittore di second'ordine in cerca di scandalo, ovvero l'esatto opposto di quello che voleva ottenere. Come avrebbe poi commentato il critico Théodore Duret, riferendosi soprattutto alla Colazione sull'erba, «Manet diventa di colpo il pittore di cui si parla maggiormente a Parigi!».

### «Un uomo che ha rimesso in discussione l'arte intera»

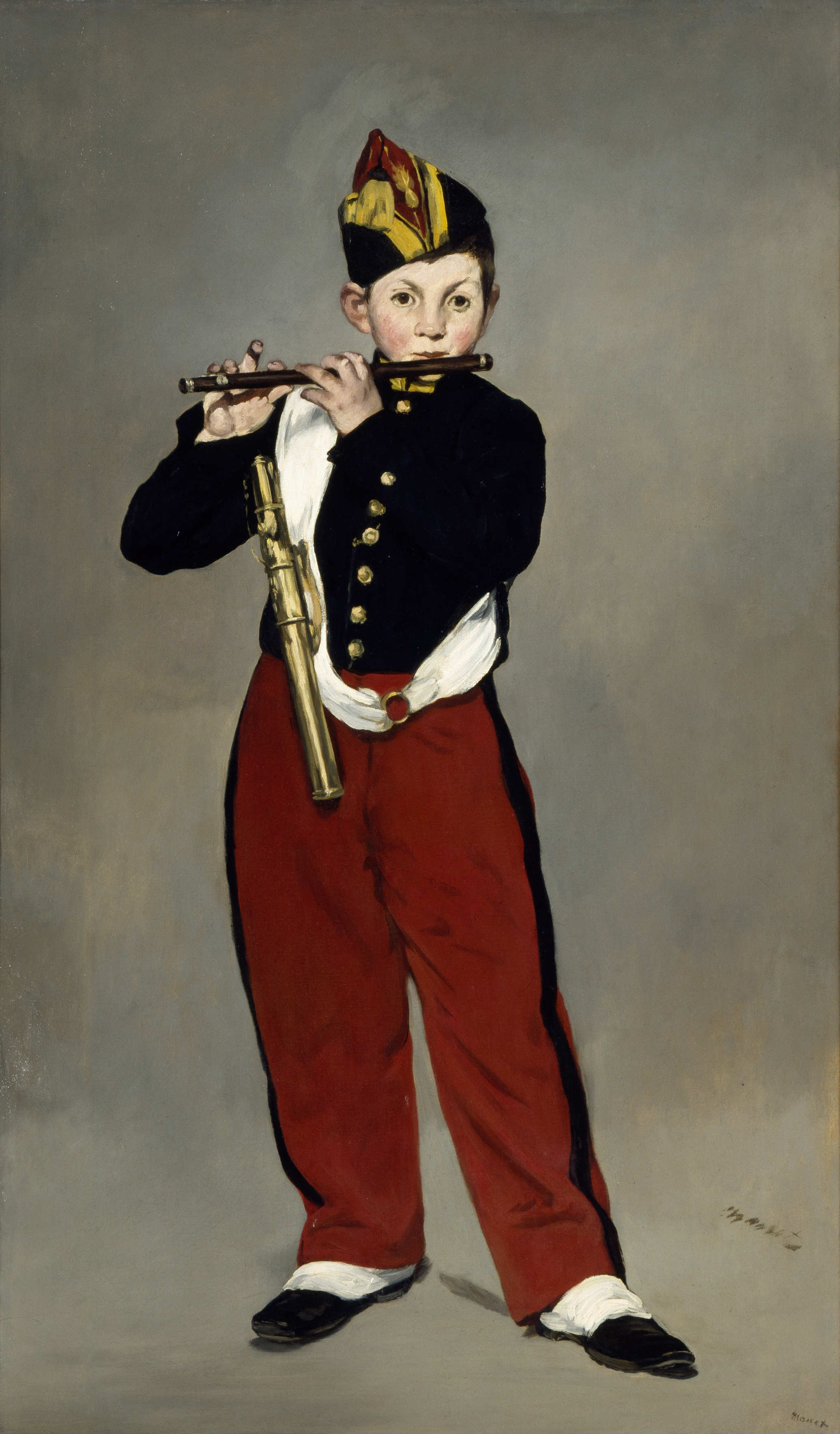
Édouard Manet, Il pifferaio (1866); olio su tela, 160×98 cm, Parigi, museo d'Orsay

Amareggiato dalla virulenza delle critiche, nell'agosto del 1865 Manet decise di partire per la Spagna, patria di quel Velázquez che gli aveva ispirato così tanti quadri (a tal punto che iniziò a circolare il nomignolo «Don Manet y Courbetos y Zurbaran de las Batignolas»). Dopo aver distrutto moltissime delle sue tele in un eccesso di sconforto e di rabbia, l'artista si recò a Burgos, Valladolid e Madrid, e al Museo del Prado rimase incantato dai Velázquez (pittore che poté già ammirare de visu alla galleria spagnola del Louvre) e dalla collezione dei dipinti antichi, italiani e nordici. Il soggiorno spagnolo, d'altro canto, lo deluse, in quanto si rese conto di aver idealizzato troppo la Spagna, che sino ad allora era stato uno straripante repertorio di motivi (più volte dipinse scene legate alla corrida, senza d'altronde mai averne vista una). Per questo motivo, una volta tornato in Francia, Manet abbandonò le scene folcloristiche e si cimentò nella rappresentazione della moderna e frenetica vita parigina. Si trattò questo di uno spartiacque assai significativo della sua vicenda artistica, come osservato dal critico d'arte Rosenthal nel 1925:
(L. Rosenthal)
I primi dipinti che eseguì dopo il rimpatrio furono Il pifferaio e L'attore tragico. Nei soggetti, dunque, non vi era nulla di anticonformistico: dopo l'ancora fresco scandalo della Colazione sull'erba e dell'Olympia, tuttavia, Manet non era più una persona gradita ai Salon, e pertanto le due tele vennero respinte senza alcun indugio. Il nome di Manet, infatti, era ormai stato indissolubilmente associato a quello di un offensore della morale e del buon gusto, anche se l'artista poté trovare conforto nel sostegno di illustri letterati: oltre al già citato Baudelaire, fondamentale fu l'amicizia di Émile Zola, romanziere realista che si dedicava con grande intuito e sensibilità anche alla storia dell'arte. Zola diede prova della sua penna sferzante in un saggio apparso sulle colonne de L'événement, Manet al Salon del 1866 (il titolo è immensamente provocatorio, siccome , com'è noto, i dipinti di Manet non avevano partecipato all'esposizione). Nello scritto Zola confutò senza sotterfugi «la posizione assegnatagli di paria, di pittore impopolare e grottesco» e lodò l'«autenticità e semplicità» delle sue opere, riconoscendo in lui «un uomo che affronta direttamente la natura, che ha rimesso in discussione l'arte intera».
Nel 1867 Manet adottò una strategia diversa. In quell'anno, infatti, si assentò volontariamente dal Salon e organizzò una mostra personale, denominata «Louvre personale», sull'esempio del Padiglione del Realismo di Courbet del 1855. Si trattava di una vera e propria retrospettiva, con ben cinquanta dipinti, tre copie e tre incisioni, accompagnata dalla seguente dichiarazione: «Dal 1861 Monsieur Manet espone o tenta di esporre. Quest'anno si è deciso a mostrare direttamente al pubblico l'insieme dei suoi lavori ... Monsieur Manet non ha mai voluto protestare. Anzi, è contro di lui, che non se lo aspettava, che si è protestato perché esiste un insegnamento tradizionale di forme, mezzi, immagini, pittura [...] non ha preteso né ribaltare la pittura antica né crearne di nuova». I pregiudizi che si erano formati contro di lui, tuttavia, erano duri a morire, e pertanto la mostra dal punto di vista del consenso pubblico si rivelò ancora una volta una grandissima catastrofe. Antonin Proust scrisse amareggiato che «il pubblico è stato impietoso. Rideva dinanzi a quei capolavori. I mariti portavano le mogli al ponte dell'Alma. Tutti dovevano offrire a sé stessi e ai loro cari quest'occasione rara di ridere a crepapelle». Questo «concerto di pupazzi deliranti», ovviamente, fu ancora una volta sobillato dalla critica, ancora restia a dimenticare lo scandalo della Colazione sull'erba e dell'Olympia. Nonostante tutti questi attacchi Manet trovò degli ardenti estimatori in Monet, Pissarro, Renoir, Sisley, Cézanne e Bazille: con questi giovani, anche loro insofferenti alla pittura ufficiale del tempo e alla ricerca di uno stile fluido e naturale, l'artista iniziò a riunirsi al Café Guerbois, un locale parigino al n. 11 di rue des Batignolles.
A partecipare a questi convegni vi era anche una giovane donna di famiglia benestante, Berthe Morisot, che si inserì varie volte nell'autobiografia pittorica di Manet, a partire dal celebre dipinto Il balcone. Nel frattempo, ancora ferito nel profondo dal cocente fiasco del Louvre personale, l'artista ritornò ad assoggettarsi alla via ufficiale del Salon, incoraggiato dalla presenza in giuria di Daubigny, celebre pittore di Barbizon, e di una gestione più liberista delle nomine. Di questi anni sono alcuni quadri a tema storico, seppur di eccezionale contemporaneità: Il combattimento tra il Kearsarge e l'Alabama (1864) e L'esecuzione dell'imperatore Massimiliano (1868).

### Tarda maturità
Il 1870 fu un anno segnato dallo scoppio della guerra franco-prussiana, conflitto fomentato dall'azione politico-diplomatica di Otto Von Bismarck che, in pochi mesi, sottomise il debole esercito francese, che capitolò con la pesantissima disfatta di Sedan. Mentre Parigi subiva il vigoroso assedio delle truppe prussiane e molti abitanti fuggivano dalla capitale, Manet - repubblicano convinto - non abbandonò la città e si arruolò con Degas nell'artiglieria. Anche Parigi, tuttavia, dovette arrendersi, e in un tentativo estremo di non sottomettersi alle spietate condizioni imposte alla Francia dalla Prussia vincitrice, il popolo insorse, proclamando la Comune di Parigi. Vennero abolite sia l'École des Beaux-Arts sia il Salon, e lo stesso Manet venne eletto fra i delegati di una federazione di artisti. Egli, tuttavia, non si insediò mai in carica, e quando questa breve esperienza rivoluzionaria venne repressa con inaudita ferocia dal presidente Adolphe Thiers, salutò con entusiasmo la nascita della Terza Repubblica.

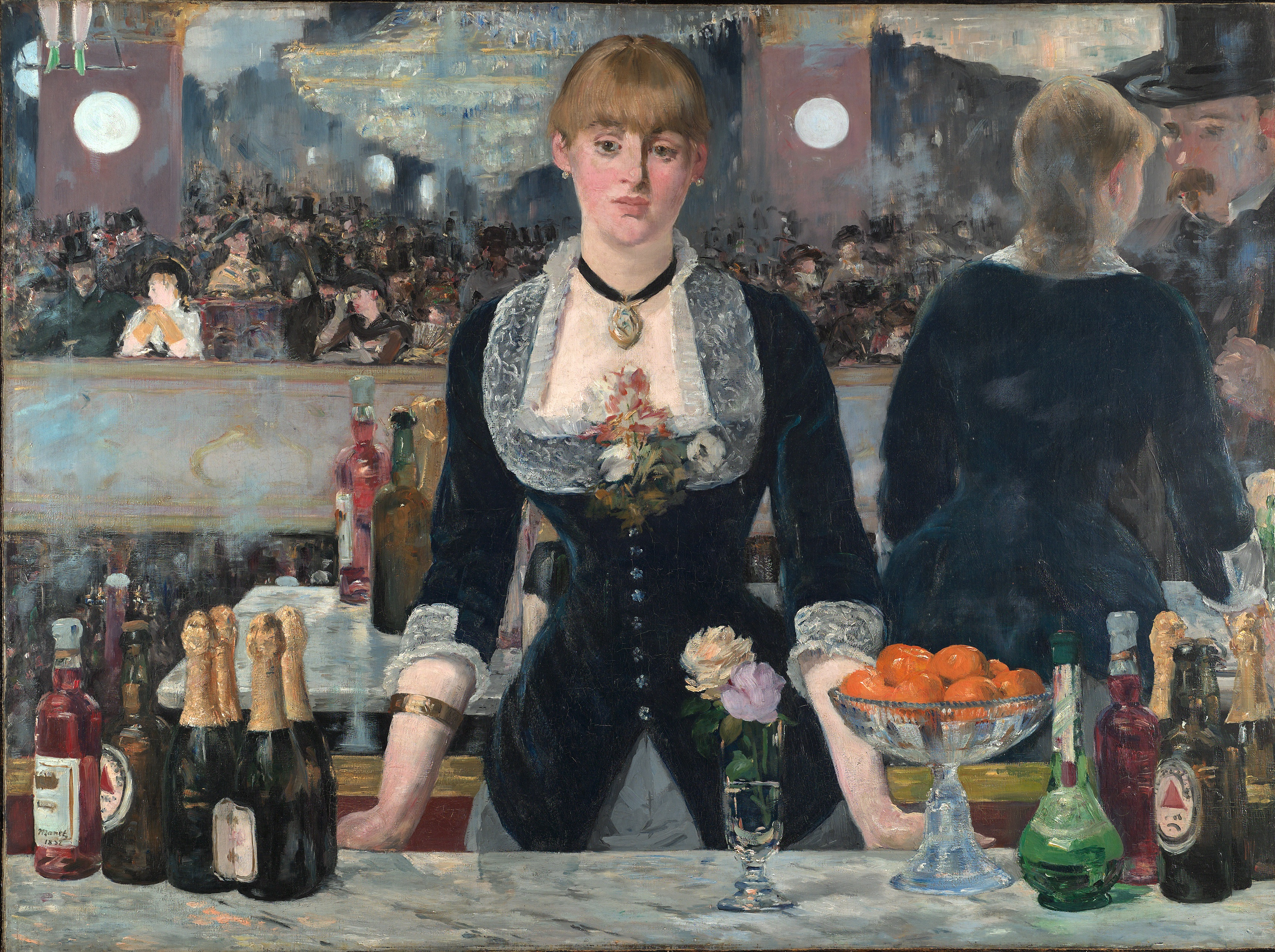
Édouard Manet, Il bar delle Folies Bergère (1881-1882); olio su tela, 96×130 cm, Londra, Courtauld Institute of Art

Nel frattempo si andò a delineare con vigore sempre maggiore il gruppo degli impressionisti, formato spontaneamente da artisti quali Renoir, Degas, Monet, Pissarro, Sisley e altri che avevano in comune una gran voglia di fare e una spiccata insofferenza per le codificazioni accademiche. Manet assurse a ideale capostipite di questo movimento, come emerge dal dipinto di Fantin-Latour Un atelier a Batignolles, dove accanto al maestro intento ai pennelli troviamo Renoir, Monet, Bazille, Astruc, Zola e altri. Quando, tuttavia, i futuri Impressionisti inaugurarono il 15 maggio 1874 una propria mostra personale nello studio del fotografo Nadar, sotto il nome di «Società Anonima degli artisti, pittori, scultori, incisori ecc.», Manet preferì non associarsi, nonostante fosse stato esplicitamente invitato. Sul rapporto che intercorre tra Manet e gli impressionisti si parlerà più approfonditamente nel paragrafo Manet e l'Impressionismo. Nel frattempo, nonostante il persistere dei pregiudizi nei suoi confronti, Manet riuscì anche a consolidare la propria fama nonché la propria situazione economica. Proprio in quel periodo, infatti, un circuito commerciale privato era stato costituito dall'avanguardista Paul Durand-Ruel, il quale non esitò a investire su Manet in maniera più che massiccia, arrivando persino a comprargli in blocco tutti i quadri presenti nel suo studio per la cifra di 35 000 franchi.
La mancata partecipazione alla prima mostra degli impressionisti non significò comunque che Manet non aiutasse i propri amici, anzi. Nell'estate del 1874 fu con Renoir e Monet ad Argenteuil e dipinse spesso con loro, e cercò persino di aiutarli esponendo loro opere nel proprio studio e scrivendo persino una lettera ad Albert Wolff, celebre critico di Le Figaro, chiedendogli di esprimersi pubblicamente in favore di questi giovani artisti (com'era d'altronde prevedibile, Wolff fu indignatissimo e criticò spietatamente tutti gli Impressionisti). Nel frattempo, mentre Renoir e gli altri continuarono ad aggregarsi sotto l'egida delle mostre impressioniste, Manet con estrema coerenza continuò a sottoporsi alla giuria del Salon, continuando a riscuotere dissensi, sempre a causa dei pregiudizi legati alla Colazione sull'erba e all'Olympia. Le vendite delle sue opere iniziarono anche ad andare male, anche se per fortuna Manet poté contare sul sostegno di Stéphane Mallarmé e, abbastanza imprevedibilmente, Joris-Karl Huysmans, che arrivò a lodare con inedito fervore una delle sue opere, Nanà, un olio su tela del 1877.
Manet, tuttavia, incominciò a essere angustiato da un'atassia locomotoria di origine sifilitica, per la quale fu costretto a ricoverarsi a Bellevue, nei pressi di Meudon. Ad allietarlo, oltre al crescente consenso intorno alle sue opere, che non suscitavano più scandalo come un tempo (il critico Wolff arrivò persino a dedicargli un timido elogio), vi fu per fortuna la nomina di Antonin Proust, suo amico di sempre, a membro della Chambre des Deputes e, nel 1881, a ministro delle Belle Arti. Grazie all'interessamento di Proust, Manet fu insignito del cavalierato alla Legion d'Onore. La sua salute, tuttavia, non faceva che deteriorarsi, e i medici arrivarono persino a imporgli di trascorrere l'estate fuori Parigi, nelle campagne vicino ad Astruc, dove scrisse: «la campagna ha incanti solo per chi non è costretto a starci». Tormentato dalle sofferenze fisiche, riuscì comunque a portare a termine tra il 1881 e il 1882 Il bar delle Folies Bergère, suo vero e proprio testamento spirituale. Le energie sia fisiche sia creative vennero tuttavia meno, e il 30 settembre 1882 fece testamento, nominando Suzanne e Léon eredi universali del suo patrimonio e Théodore Duret esecutore testamentario, con la facoltà di vendere o distruggere i dipinti custoditi nell'atelier. Costretto a letto da una paralisi, Manet trascorse gli ultimi mesi della sua vita fra l'inerzia e il dolore: il 20 aprile 1883, in seguito a una gangrena, subì l'amputazione della gamba sinistra, e soli dieci giorni dopo, alle ore 19 del 30 aprile, si spense nella sua dimora di Parigi. Non essendo credente rifiutò i sacramenti, ma i familiari aspettarono che entrasse in coma per farli amministrare l'Estrema unzione contro la sua volontà. Sinceramente pianto dagli amici e dai contemporanei, gli vennero tributati funerali solenni, con Antonin Proust, Émile Zola, Philippe Burty, Alfred Stevens, Claude Monet e Théodore Duret che ressero il suo feretro, accompagnato anche da un picchetto militare, mentre Degas era troppo vecchio per farlo. Le sue spoglie riposano al cimitero di Passy.

## Stile e contenuti
Édouard Manet è considerato uno dei più grandi pittori di tutta la storia dell'arte. Egli, pur rifiutando di aggregarsi al gruppo dei Realisti e - successivamente - di esporre insieme agli Impressionisti, fu un fondamentale trait d'union fra il Realismo e l'Impressionismo: si trattò di un episodio assolutamente unico, indipendente da qualsivoglia movimento, ma che giocò un ruolo chiave nell'aprire la strada alla pittura contemporanea. 
Come osservato dal critico Georges Bataille nel 1955 «il nome di Manet ha, nella pittura, un senso a parte. Manet [...], in rotta con quelli che l'hanno preceduto, aprì il periodo in cui viviamo, accordandosi con il mondo di oggi, che è il nostro; in dissonanza col mondo in cui visse, che egli scandalizzò».

### Manet e il Realismo

Édouard Manet, La ferrovia (1872-1873); olio su tela, 93,3×111,5 cm, Washington, National Gallery of Art

Già negli esordi l'arte di Manet apparve indubbiamente connotata da pressanti esigenze realiste, a tal punto che - come abbiamo già accennato - arrivò persino a infuriarsi con il maestro Couture, troppo legato agli accademismi («insomma, vi comportate così quando andate a comprare un mazzo di ravanelli dalla vostra fruttivendola?»). A turbarlo in particolar modo era in particolare la mancanza di naturalezza delle pose adottate dalle modelle:
Sin dal principio, infatti, Manet era animato dalla volontà di ricercare il vero dietro l'apparenza, e di fissare sulla tela la fremente realtà. In questo modo egli sviluppò uno stile molto diretto e popolare, lontano dalle regole di accademia e di decoro, che alle scene mitologiche o storiche preferiva spaccati della realtà sociale del suo tempo. Per questo motivo, quando Courbet nel 1855 annunciò il suo proposito di voler «esprimere i costumi, le idee, l'aspetto del suo tempo» e di «fare dell'arte viva», Manet maturò con grande lucidità il proposito di «essere del proprio tempo e dipingere ciò che si vede, senza lasciarsi turbare dalla moda». Mentre, tuttavia, i dipinti di Courbet sono molto graffianti sul piano politico e della critica sociale, e denunciano in modo vero e inoppugnabile le condizioni disagiate delle classi più deboli, Manet realizza opere dalla fattura meno brutale, che raffigurano prevalentemente «la poesia e la meraviglia della vita moderna», così come prescritto da Baudelaire. Lo stesso Zola, d'altronde, aveva osservato che nei lavori di Manet «non abbiamo né la Cleopatra in gesso di Gérome, né le personcine rosa e bianche di Dubufe [due artisti di successo]. Sfortunatamente, non vi troviamo se non i personaggi di tutti i giorni, che hanno il torto di avere muscoli e ossa, come tutti».
Manet, dunque, nei suoi quadri raffigura frammenti di vita contemporanea e tranches de vie della società moderna del Secondo Impero come se stesse registrando fatti di cronaca, e fu proprio questo a scandalizzare i suoi contemporanei: nella Colazione sull'erba, infatti, la fanciulla a destra è inequivocabilmente una donna parigina del tempo, spogliata dai paludamenti storici e mitologici che sino ad allora spopolavano nell'arte. Altrettanto criticata fu la fattura del suo stile, che non definisce coerentemente le prospettive, abolisce la plasticità degli effetti volumetrici e ignora il problema della simulazione tridimensionale. Questa bidimensionalità, con la quale Manet mostra di aver assimilato e interiorizzato la lezione fondamentale delle stampe giapponesi (anch'esse prive di profondità), viene accresciuta dall'uso della linea funzionale di contorno, dalle pennellate piatte e compatte e dagli audaci contrasti tra zone illuminate e zone in ombra.

### Manet e l'Impressionismo

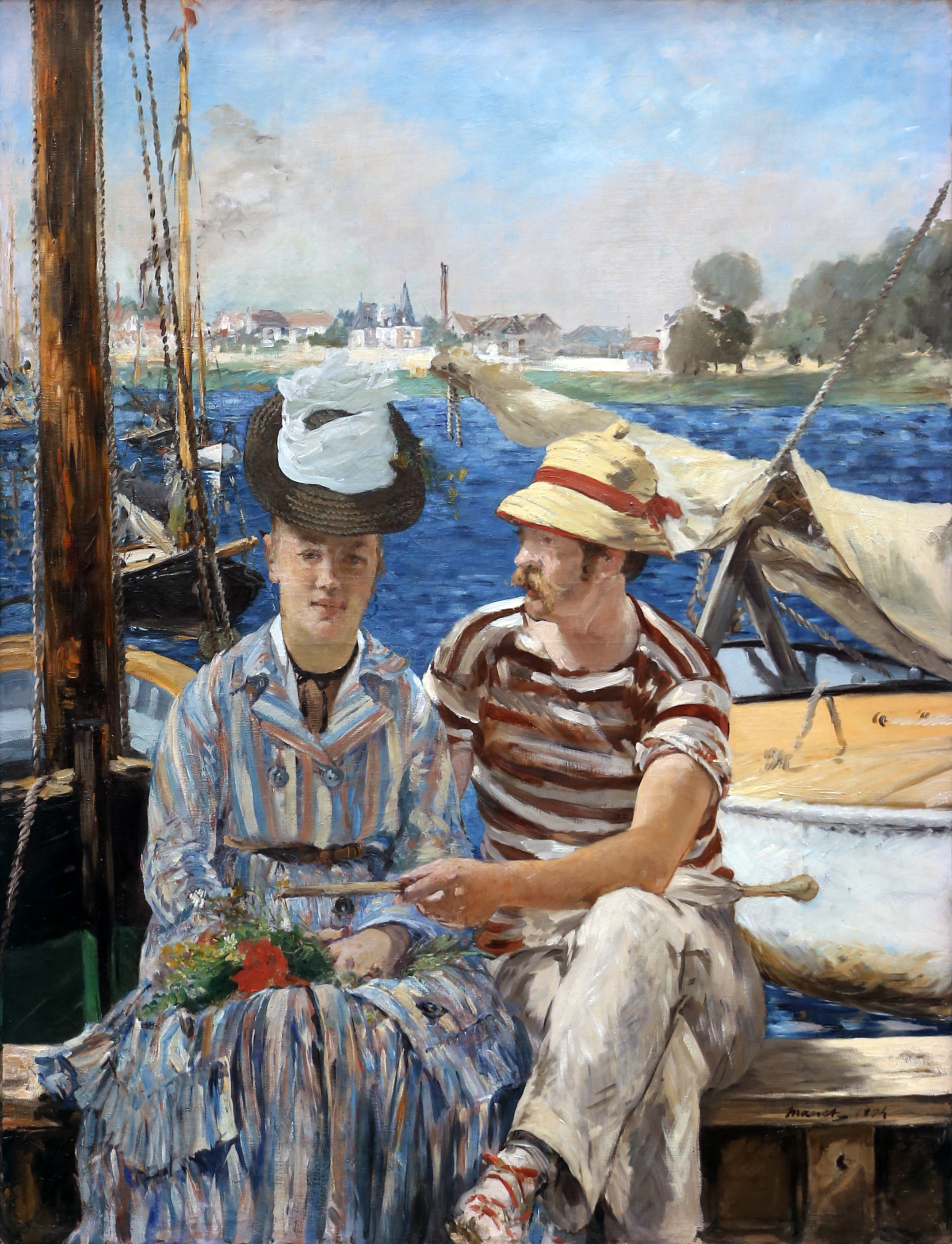
Édouard Manet, Argenteuil (1874); olio su tela, 149×115 cm, Tournai, musée des Beaux-Arts

Manet viene giustamente inserito nella genealogia dell'Impressionismo. Egli, infatti, fu l'artefice di una pittura priva di forti variazioni chiaroscurali, e più sensibile al contrasto e alle armonie fra i colori piuttosto che alla definizione dei volumi: queste peculiarità, se da un lato furono accolte molto freddamente da molti, dall'altro giocarono un ruolo fondamentale nell'affermazione della pittura impressionista, animata da artisti come Monet, Pissarro, Renoir, Sisley, Cézanne, Bazille e altri.
Manet, tuttavia, non è stato un impressionista a tutto tondo, a tal punto che i critici oggi concordano nel definirlo un antesignano dell'Impressionismo, o - meglio - un pre-impressionista. Come gli Impressionisti Manet mirava al raggiungimento di una tessitura cromatica luminosa e brillante e di una totale emancipazione dello spazio plastico. La sua arte risentì non poco dello stile dei colleghi, soprattutto in occasione del soggiorno ad Argenteuil, feudo del più giovane Monet. In quest'occasione, infatti, si accostò allo studio delle figure en plein air (ai paesaggi, al contrario, si dedicò sempre in modo molto saltuario) e la sua tavolozza si fece più vibrante, arricchendosi di colori particolarmente chiari ed effervescenti e di inquadrature più dinamiche: pur non mancando di subire il fascino della nuova pittura impressionista, tuttavia, Manet rimase sempre fedele a se stesso, senza subire stravolgimenti di qualsiasi tipo. Egli, infatti, si discosta dagli Impressionisti in quanto analizzava con attenzione i grandi esempi degli artisti del passato, applicava il nero (colore bandito tra gli Impressionisti) in maniera intensa e delicata, prediligeva la figura umana rispetto ai paesaggi nelle raffigurazioni e aveva una diversa concezione riguardo alla luce e ai colori.
Vi è tuttavia un'altra differenza sostanziale che separa gli impressionisti da Manet. Gli Impressionisti, per sottrarsi al filtro del giudizio accademico, arrivarono infatti a organizzare una mostra autonoma dei loro lavori, cosa che li fece certamente passare per rivoluzionari. Manet non partecipò a nessuna delle iniziative degli Impressionisti, nonostante si riunisse spesso con loro e cercasse in ogni modo di sostenerli. Egli, infatti, era persuaso che il consenso andasse ricercato nei luoghi deputati, e perciò percorse la propria carriera nell'alveo delle istituzioni ufficiali e, pertanto, all'interno dei Salon: «il Salon è il vero campo di battaglia. È là che bisogna misurarsi», affermò una volta. Manet era certo della validità delle proprie opere, e non aveva affatto velleità rivoluzionarie (come molti malignavano): il suo unico desiderio era quello di ottenere un riconoscimento comunitario dei propri meriti, entrando nel gotha degli artisti di caratura internazionale, e ciò si poteva ottenere soltanto combattendo all'interno dei canali ufficiali.

### Manet e i maestri del passato

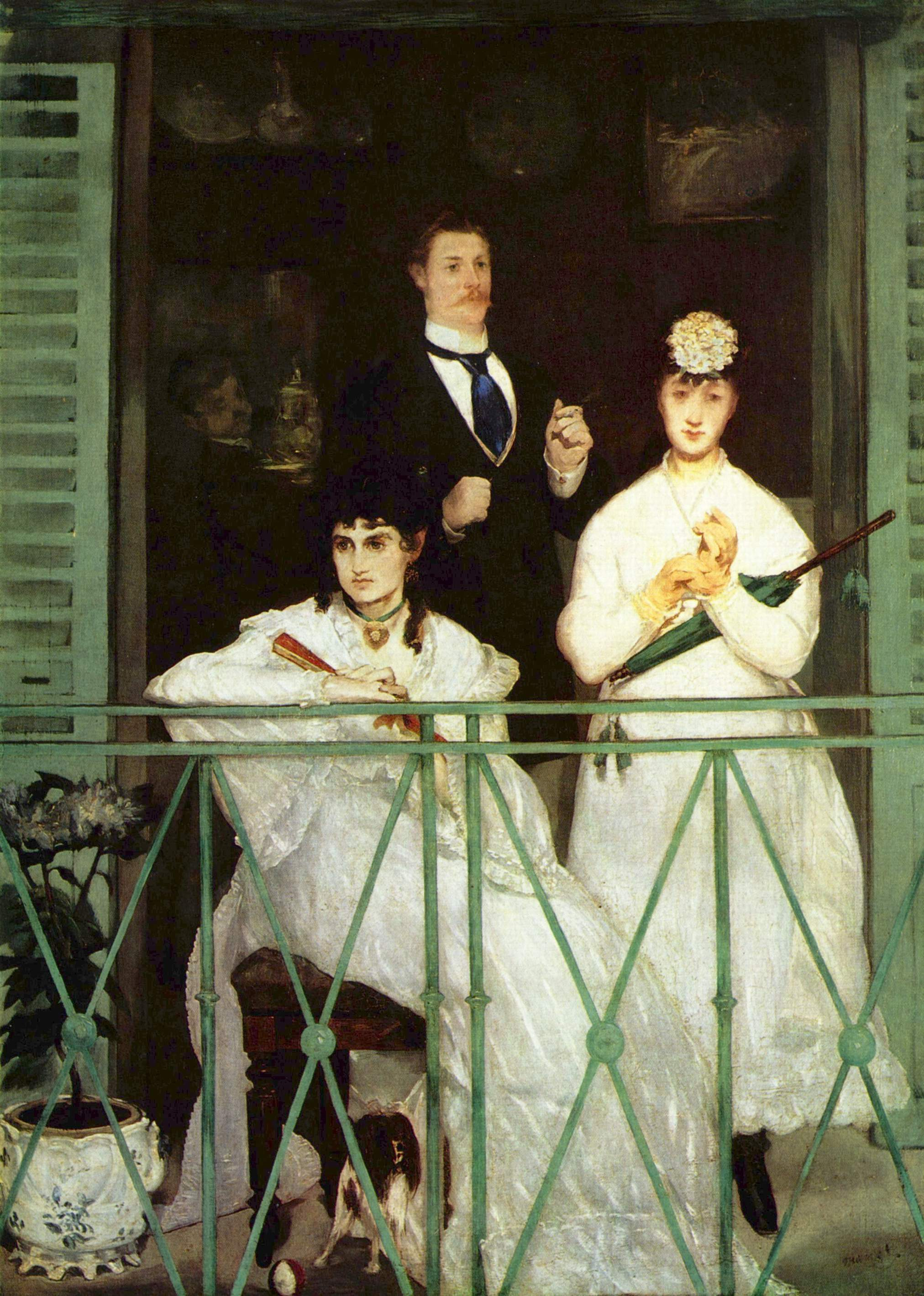
Édouard Manet, Il balcone (1868-1869); olio su tela, 169×125 cm, Parigi, museo d'Orsay. Il dipinto presenta forti debiti verso le Majas al balcone di Goya.

La vicenda artistica di Manet è caratterizzata da un grande amore verso gli antichi maestri. Egli, infatti, si rivolse ai grandi pittori del passato con grande intelligenza critica, e attraverso il loro studio riuscì a legittimare un proprio stile personale, senza tuttavia scadere in sbiadite imitazioni. Tra gli artisti che studiò con maggiore diligenza vi sono certamente Raffaello, Frans Hals, Vermeer, Carpaccio, Lorenzo Lotto, Francesco Guardi, Tintoretto e Tiziano (le donne manetiane devono molto alla Venere di Tiziano, che l'artista certamente osservò durante il suo soggiorno italiano).
Merita una menzione speciale l'influenza esercitata da Goya e, soprattutto, Velázquez («il più grande pittore che sia mai esistito» e, ancora, «il pittore dei pittori», riferisce Manet, a sua volta soprannominato «nuovo Velázquez» dagli artisti più giovani). Manet derivò da questi pittori non solo la volontà di svincolarsi dai costrizionismi accademici e di ricercare indefessamente la modernità, bensì anche uno stile notevolmente sintetico e realistico, in grado per l'appunto di cogliere l'intima essenza della realtà. La Spagna stessa è stata per Manet un inesauribile repertorio di motivi: Manet, soprattutto negli esordi, amava raffigurare scene di corride e figure folcloristiche spagnole, in quadri come Il chitarrista spagnolo, Lola de Valence, Mademoiselle Victorine in costume da espada e Torero morto. Fu solo quando si recò personalmente in Spagna che Manet smorzò il suo spagnolismo, rendendosi conto che aveva idealizzato troppo quella terra che, d'altronde, fino a quel momento aveva conosciuto solo tramite le fonti letterarie e figurative accessibili a Parigi. Pur continuando a ricorrere all'eredità di Goya e Velázquez, nella sua maturità Manet cessò infatti di essere lo «spagnolo di Parigi» (come lo definì Paul Mantz), e alle scene a soggetto iberico iniziò a preferire le raffigurazioni della moderna vita parigina.
Per usare le parole di Paul Jamot, insomma, «Manet è ricorso a morti prestiti: dai morti e dai vivi». Accanto a Courbet e agli Impressionisti, dei quali abbiamo già parlato nei paragrafi precedenti, il maestro francese fu sensibile anche all'influenza tutta ottocentesca di Delacroix, del quale apprezzò soprattutto La barca di Dante, dipinto che copiò in ben due repliche. Infatti, pur amando i maestri del passato, Manet non rinunciò a esprimersi con un linguaggio moderno, il migliore per trasmettere l'essenza della contemporaneità. Riportiamo di seguito il parere di Marcello Venturi:
(Marcello Venturi)

## Fortuna e critica artistica

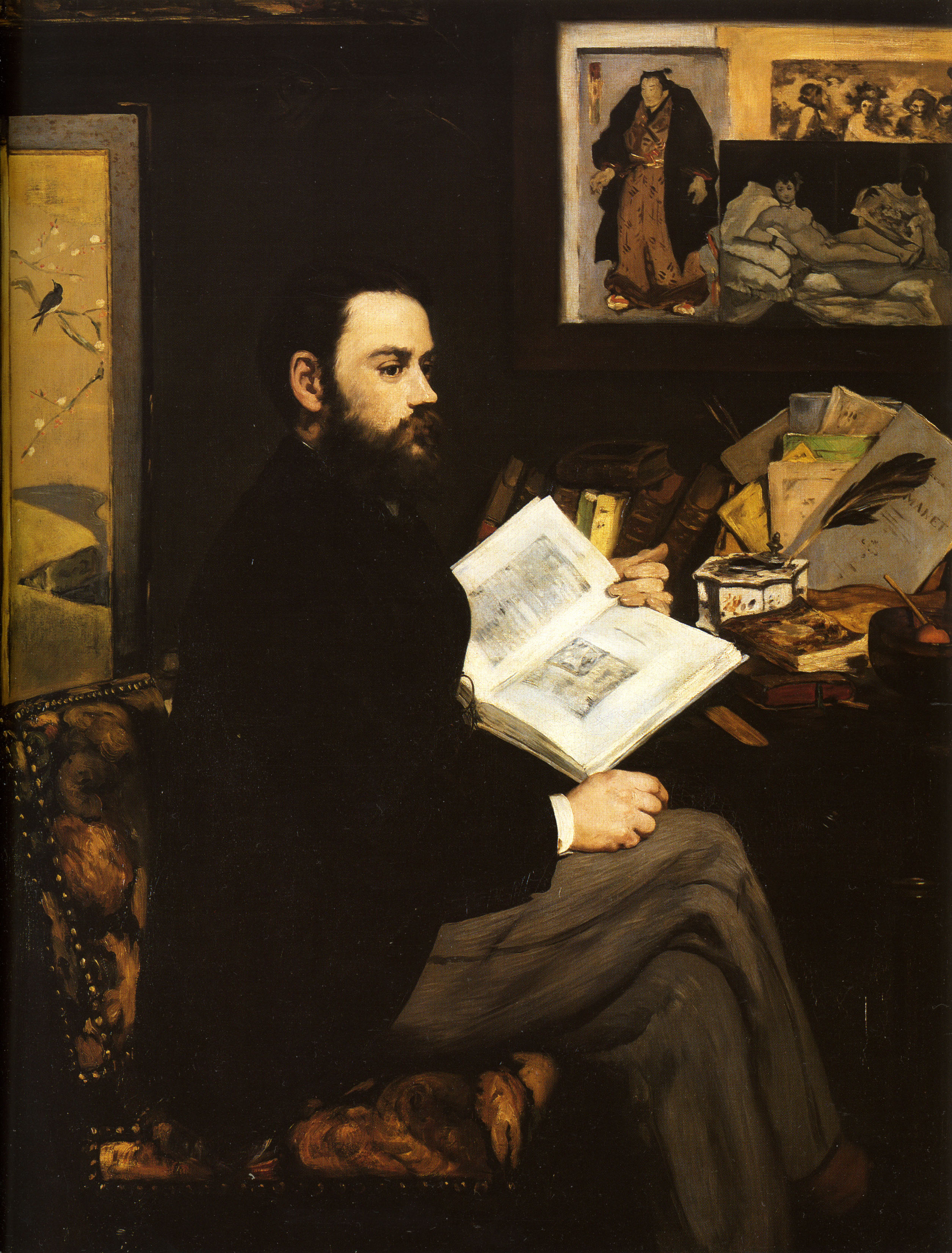
Édouard Manet, Ritratto di Émile Zola (1868); olio su tela, 146×114 cm, museo d'Orsay, Parigi. Zola fu un grande ammiratore delle opere di Manet.

Manet è stato uno degli artisti più controversi del secondo Ottocento. Inizialmente, con l'esecuzione de Il chitarrista spagnolo, egli parve agli occhi della borghesia francese uno degli artisti esordienti più brillanti, e il suo vibrante ispanismo suscitò in effetti parecchi consensi, culminati nella mention honorable che ricevette quel dipinto al Salon del 1863. Si trattò, tuttavia, di un'infatuazione di breve durata, siccome già qualche anno dopo l'artista adottò una stesura maggiormente sintetica, e per questo furono in molti a rimproverargli di essersi allontanato dalla retta via, imboccata con Il chitarrista spagnolo. Queste perplessità toccarono poi la loro acme nel 1863 e nel 1865, i due anni nei quali furono presentate agli occhi malevoli del pubblico la Colazione sull'erba e l'Olympia. Le critiche suscitate da questi due dipinti furono velenosissime. Manet venne accusato di svilire la pittura, genere più che nobile, e per questo motivo egli venne additato come un dissidente, o persino come un sobillatore: erano in molti a pensare, infatti, che Manet era un artista in cerca di fama, disposto persino a urtare la sensibilità del mondo artistico e a insultare la morale borghese pur di ottenere la notorietà. Manet in realtà non aspirava affatto a velleità rivoluzionarie, meno che mai a realizzarle, e per questo motivo fu mortificato dalla «posizione [...] di paria, di pittore impopolare e grottesco» che gli era stata prescritta.
Questi pregiudizi furono di difficile demolizione e Manet da quel momento divenne una presenza sgradita ai Salon. Egli, tuttavia, poté contare sul sostegno di tre amici e illustri letterati: Charles Baudelaire, Émile Zola e Stéphane Mallarmé. Baudelaire entrò immediatamente in sintonia con il Manet e non solo arrivò a elogiarlo in pubblico, contestando i vari pregiudizi legati ormai indissolubilmente al suo nome, bensì lo stimolò anche ad abbandonare i temi ispanici in favore di quelli moderni, facendogli comprendere che la Spagna doveva risultare un punto di riferimento per ragioni esclusivamente figurative e non tematiche. Baudelaire, pur mostrandosi sempre disposto a difendere l'amico dai colpi bassi della critica, scrisse pochissimo su Manet. Lo stesso non si può dire per Émile Zola, che al contrario di Baudelaire intervenne a favore del pittore con scritti clamorosi che sembrano «la perorazione, tutta equilibrata nelle singole parti, eppure veemente, d'un difensore animoso, partigiano, dell'imputato». Zola, favorito anche dalla sua penna mordace e satirica, riconobbe subito il talento dell'amico, e arrivò persino a pubblicare uno Studio biografico e critico sull'artista: in questo modo si suggellò l'inizio di un'amicizia feconda e duratura, cementata anche su una comune linea di lotta, nel segno di uno stile (vuoi pittorico, vuoi letterario) vero e inoppugnabile, ma animato da un vigore profondo e sobrio. Questi parallelismi tra l'arte e la letteratura del tempo furono individuati anche da un giovane amico di Zola, Joris-Karl Huysmans, altro ardente sostenitore di Manet. In effetti Zola si prodigò con ardente entusiasmo di interpretare l'oeuvre manetiana in una prospettiva naturalista, in accordo dunque con la sua missione letteraria, ma lasciandosi talvolta sfuggire valutazioni leggermente parziali. Di seguito riportiamo i due scritti più pregnanti che lo Zola ha dedicato all'amico pittore:
Émile Zola, Evénement illustré, 10 maggio 1886
«Il posto di Manet è segnato al Louvre, come quello di Courbet, come quello di ogni artista di forte e implacabile temperamento ... Ho cercato di restituire a Manet il posto che gli appartiene, uno dei primi. Si riderà, forse, del "panegirista", come si è riso del pittore. Un giorno, entrambi saremo vendicati. C'è una verità eterna, che mi sostiene in fatto di critica: è che solo i temperamenti vivono e dominano il tempo. È impossibile - capite -, impossibile che Manet non trionfi, schiacciando le timide mediocrità che lo circondano ...»
Émile Zola, Édouard Manet. Étude biographique et critique, 10 maggio 1867
«Mi metto davanti ai quadri di Édouard Manet come davanti a fatti nuovi che desidero spiegare e commentare. Quello che in essi mi colpisce per prima cosa è la delicatissima esattezza dei rapporti tonali. Mi spiego. C’è della frutta, posata su un tavolo, che spicca sul fondo grigio; vi sono, tra frutto e frutto, a seconda che siano più o meno avvicinati, dei valori cromatici che formano un’intera gamma di tinte. Se partite da una nota più chiara di quella reale, dovrete seguire una gamma sempre più chiara; mentre si dovrà avere il contrario, quando partite da una nota più cupa. È quello che si chiama, mi pare, la legge dei valori. Nella scuola moderna non conosco che Corot, Courbet ed Édouard Manet che abbiano costantemente obbedito a questa legge dipingendo delle figure. Le opere ottengono in tal modo una singolare nitidezza, una grande verità, ed esercitano un’enorme attrazione. Édouard Manet, di solito, parte da una nota più chiara di quella esistente nella natura. I suoi dipinti sono biondi e luminosi, di un pallore sottile. La luce cade bianca e ampia, rischiarando gli oggetti con dolcezza. Non c’è il minimo effetto forzato; i personaggi e i paesaggi sono immersi in una specie di lieto chiarore che riempie tutta la tela. Quello che mi colpisce, in seguito, è una conseguenza necessaria dell’osservazione esatta della legge dei valori. L’artista, posto di fronte a un soggetto qualunque, si lascia guidare dagli occhi che percepiscono tale oggetto in tinte larghe, che si regolano a vicenda … L’intera personalità dell’artista consiste nel modo in cui è organizzato il suo occhio : che vede biondo, e per masse. Ciò che mi colpisce, in terzo luogo, è una grazia un po’ secca, ma affascinante. Intendiamoci : non parlo della grazia rosa e bianca che hanno le teste delle bambole di porcellana; parlo di una grazia penetrante e autenticamente umana … La prima impressione che produce una tela di Édouard Manet è di una certa durezza. Non siamo abituati a vedere traduzioni della realtà tanto semplici e sincere- Poi. come ho detto. c’è qualcosa di rigidamente elegante che sorprende. Dapprima l’occhio non scorge che delle tinte, applicate largamente; ben presto, però, gli oggetti si disegnano e si mettono al loro posto; in capo a pochi secondi, l’assieme appare vigoroso, e si prova un autentico incanto contemplando questa pittura chiara e grave, che rende la natura con una brutalità dolce, se così si può dire. Avvicinandosi al dipinto, si vede che il mestiere è più delicato che brusco; l’artista non usa che un grosso pennello, ma se ne serve prudentemente; non vi sono grumi di colore, bensì uno strato uniforme. Questo audace, di cui tanti si sono fatti beffe, usa procedimenti molto prudenti: e, se le sue opere hanno un aspetto particolare, non lo devono che al modo tutto personale in cui egli vede e traduce gli oggetti»
L'amicizia con Stéphane Mallarmé, per usare le parole di Marco Abate, fu invece «più sommessa, nutrita di fantasia poetica e intimamente intrecciata con le vicende dell'esistenza», siccome «nessuno dei due cercò di guadagnare l'altro alla sua causa, di forzare l'indirizzo o il significato di ciò che uno perseguiva; la desiderata collaborazione appare colma di affettuoso rispetto, di vicendevole stupore».

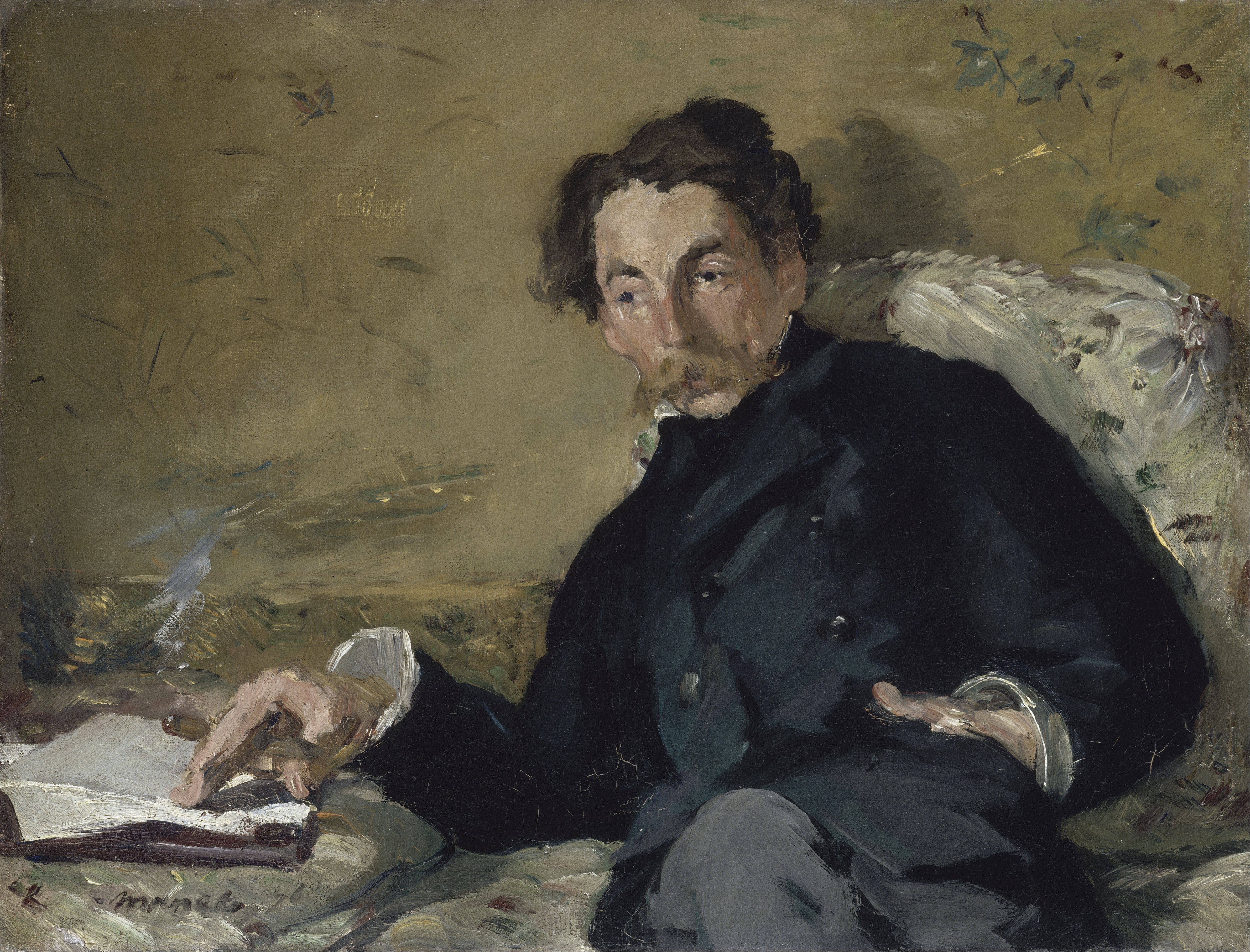
Édouard Manet, Ritratto di Stéphane Mallarmé (1876); olio su tela, 27×36 cm, museo d'Orsay, Parigi. Mallarmé fu un altro celebre letterato che si interessò alla pittura di Manet, difendendola strenuamente.

La produzione artistica di Manet conobbe una nuova fase di apprezzamento dopo la sua morte. Basti pensare che, durante gli affanni della malattia, l'artista seppe dal critico Chesneau che il conte Nieuwekerke si era cimentato in sperticate lodi in suo favore: egli, tuttavia, accolse questi complimenti con ben poca simpatia, e, anzi, ne fu profondamente amareggiato, tanto che replicò: «Avrebbe potuto essere lui a decorarmi. Mi avrebbe dato la fortuna, ora è troppo tardi per riparare venti anni di insuccesso». In maniera analoga, constatando l'inadeguatezza del modo con cui il critico tradizionalista Wolff si rapportava al suo dipinto Il bar delle Folies-Bergère, Manet gli replicò sprezzantemente: «Non mi spiacerebbe leggere finalmente, da vivo, l'articolo strabiliante che mi consacrerà dopo morto». Contrariamente alle sue previsioni, Wolff non deviò dalle sue critiche spietate, tanto che durante il funerale dell'artista concluse il suo necrologio affermando sdegnoso che solo sue «due opere eccellenti» potevano essere consacrate all'universalità del Louvre.
Le previsioni di Wolff, tuttavia, si rivelarono completamente erronee. Già durante il funerale di Manet si iniziò a riconoscere il suo talento: il primo a farlo fu Edgar Degas che, al termine della funzione, si alzò in piedi e, profondamente commosso, recitò il mea culpa di un'intera società, affermando: «Era più grande di quanto pensassimo». Il culto manetiano si ravvivò non a caso soprattutto negli ambienti impressionisti, che furono i primi a riconoscere la sua indiscussa influenza: «Manet era per noi tanto importante quanto Cimabue o Giotto per gli italiani del Rinascimento», arrivò a sentenziare Renoir, vedendo nel maestro un nume tutelare che, nel nome della modernità, aveva stravolto un'intera epoca. La stagione impressionista portò l'oeuvre di Manet a essere apprezzata e amata in ogni parte dell'Europa che, fino ad allora, l'aveva guardato con diffidenza. Questa riscoperta, iniziata ovviamente con grande cautela e prudenza, procedette con lucidità e chiarezza di giudizio sempre maggiori, per poi culminare nella grande mostra retrospettiva all'École des Beaux-Arts e, soprattutto, nell'ingresso al Louvre dell'Olympia (1907), che consacrò Manet quale uno degli artisti più significativi dell'arte moderna.

## Opere
Di seguito è riportato un elenco parziale delle opere di Édouard Manet:
- Portait of Antonio Proust, 1855-1856, Národní galerie, Praga
- Il bevitore di assenzio, 1859, olio su tela, Ny Carlsberg Glyptotek, Copenaghen;
- Il chitarrista spagnolo, 1860, olio su tela, Metropolitan Museum of Art, New York;
- Ritratto del signore e della signora Manet, 1860, olio su tela, Museo d'Orsay, Parigi;
- La ninfa sorpresa, 1861, olio su tela, Museo Nazionale delle Belle Arti, Buenos Aires;
- Musica alle Tuileries, 1862, olio su tela, National Gallery, Londra;
- Il vecchio musicista, 1862, olio su tela, National Gallery of Art, Washington;
- Lola de Valence, 1862, olio su tela, Museo d'Orsay, Parigi;
- La cantante di strada, 1869 circa, olio su tela, Museum of Fine Arts, Boston;
- Mademoiselle Victorine in costume da espada, 1862, olio su tela, Metropolitan Museum of Art, New York;
- Colazione sull'erba, 1863, olio su tela, Museo d'Orsay, Parigi;
- Olympia, 1863, olio su tela, Museo d'Orsay, Parigi;
- Cristo morto e due angeli, 1863, olio su tela, Metropolitan Museum of Art, New York;
- Torero morto, 1864-1865 (?), olio su tela, National Gallery of Art, Washington;
- Vaso di peonie su un piedistallo, 1864, olio su tela, Museo d'Orsay, Parigi;
- Due peonie bianche e un paio di forbici, 1864 (?), olio su tela, Museo d'Orsay, Parigi;
- Frutta su un tavolo, 1864, olio su tela, Museo d'Orsay, Parigi;
- Il combattimento tra il Kearsarge e l'Alabama, 1864, olio su tela, Museum of Art, Filadelfia;
- Cristo deriso, 1865, olio su tela, The Art Institute, Chicago;
- La lettura, 1865-1873 (?), olio su tela, Museo d'Orsay, Parigi;
- Ritratto di Zacharie Astruc, 1866, olio su tela, Kunsthalle, Brema;
- Donna con pappagallo, 1866, olio su tela, Metropolitan Museum of Art, New York;
- Il pifferaio, 1866, olio su tela, Museo d'Orsay, Parigi;
- Corse a Longchamp, 1867, olio su tela, The Art Institute, Chicago;
- Ragazzo che soffia bolle di sapone, 1867, olio su tela, Museu Calouste-Gulbenkian di Lisbona;
- L'esecuzione dell'imperatore Massimiliano, 1868, olio su tela, Kunsthalle, Mannheim;
- Ritratto di Émile Zola, 1868, olio su tela, Museo d'Orsay, Parigi;
- Colazione nell'atelier, 1868, olio su tela, Neue Pinakothek, Monaco di Baviera;
- Il balcone, 1868-1869, olio su tela, Museo d'Orsay, Parigi;
- Chiaro di luna sul porto di Boulogne, 1869, olio su tela, Museo d'Orsay, Parigi;
- Partenza del battello di Folkestone, 1869, olio su tela, Philadelphia Museum of Art di Filadelfia;
- Berthe Morisot con un mazzo di violette, 1872, olio su tela, museo d'Orsay, Parigi;
- La ferrovia, 1872-1873, olio su tela, National Gallery of Art, Washington;
- Le bon bock, 1873, olio su tela, Museum of Art, Filadelfia;
- Ballo mascherato all'Opera, 1873, olio su tela, National Gallery of Art, Washington;
- Le rondini, 1873, olio su tela, Collezione Bührle, Zurigo;
- Signora con ventagli, 1873-1874, olio su tela, Museo d'Orsay, Parigi;
- In barca ad Argenteuil, 1874, olio su tela, Metropolitan Museum of Art, New York;
- Argenteuil, 1874, olio su tela, Musée des Beaux-Arts, Tournai;
- Monet che dipinge sulla sua barca, 1874, olio su tela, Neue Pinakothek, Monaco di Baviera;
- Ritratto di Stéphane Mallarmé, 1876, olio su tela, Museo d'Orsay, Parigi;
- Nanà, 1877, olio su tela, Kunsthalle, Amburgo;
- La prugna, 1877-1878, olio su tela, National Gallery of Art, Washington;
- Chez le père Lathuille, 1879, olio su tela, Musée des Beaux-Arts, Tournai;
- Autoritratto, 1879 circa, olio su tela, Museo d'Orsay, Parigi;
- Ritratto di Émilie Ambre come Carmen, 1880 circa, olio su tela, Museum of Art, Filadelfia;
- La viennese, 1881, pastello su cartoncino, Museo d'Orsay, Parigi;
- Il bar delle Folies-Bergère, 1881-1882, olio su tela, Courtald Institute Galleries, Londra;
- Mademoiselle Suzanne Hecht Pontremoli, 1882, pastello su tela, Museo d'Orsay, Parigi.